# 胡玉敏
胡玉敏（1954年8月—），山东莱州人，1974年4月参加工作，1975年1月加入中国共产党，大专学历。海关副总监关衔。中共第十七、十八届中央纪律检查委员会委员。
历任任监察部第六监察司、国务院纠正行业不正之风办公室正处级监察员；监察部国务院纠正行业不正之风办公室地方二组副组长；中央纪委党风廉政建设室三处处长；中央纪委党风廉政建设室副局级纪律检查员、监察专员；1997年，任中央纪委党风廉政建设室副主任。2000年，任中央纪委纠风室主任、国务院纠正行业不正之风办公室副主任。2005年，任中央纪委驻海关总署党组成员、纪检组组长。2017年5月，不再担任中央纪委驻海关总署纪检组组长。2018年2月，不再担任海关总署党组成员。